# Bonifácio Piccinini
Bonifácio Piccinini SDB (* 13. Mai 1929 in Luiz Alves; † 28. November 2020 in Cuiabá) war ein brasilianischer Ordensgeistlicher und römisch-katholischer Erzbischof von Cuiabá.

## Leben
Bonifácio Piccinini trat der Ordensgemeinschaft der Salesianer Don Boscos bei. Er studierte Philosophie in Lorena (1948–1950), Theologie in São Paulo (1954) und Turin (1955–1957; 1958–1960) und empfing am 11. Februar 1960 in Turin die Priesterweihe. In Rom wurde er 1962 in Theologie promoviert. Er war Studienleiter am Salesianischen Institut für Pädagogik und Philosophie in Lorena (SP) (1960–1962), Koordinator der Abteilung für Philosophie an der Salesianischen Fakultät für Philosophie in Lorena (SP) (1964–1970), Direktor des Salesianischen Instituts für Pädagogik und Philosophie in Lorena (SP) (1971–1973) und Direktor des Colégio São Manoel in Lavrinhas (SP) (1974–1975).
Papst Paul VI. ernannte ihn am 27. Juni 1975 zum Koadjutorerzbischof von Cuiabá und Titularerzbischof pro hac vice von Turres in Byzacena. Der Apostolische Nuntius in Brasilien, Erzbischof Carmine Rocco, spendete ihm am 31. August desselben Jahres in Lavrinhas (SP) die Bischofsweihe; Mitkonsekratoren waren Orlando Chaves SDB, Erzbischof von Cuiabá, und Antônio Afonso de Miranda SDN, Bischof von Lorena. Sein bischöfliches Motto lautet „Bonum facere parvulis“ (Gutes für die Kleinen tun). Er war Apostolischer Administrator „Sede Plena“ des Erzbistums Cuiabá (1976–1981). Mit dem Tod Orlando Chaves’ am 15. August 1981 folgte er ihm als Erzbischof von Cuiabá nach. Er war unter anderem Delegierter der lateinamerikanischen Bischofskonferenzen von Puebla (1979) und Santo Domingo (1992). Am 9. Juni 2004 nahm Papst Johannes Paul II. sein altersbedingtes Rücktrittsgesuch an.
Bonifácio Piccinini starb im Alter von 91 Alter auf der Intensivstation des Krankenhauses in Cuiabá. Der Gouverneur von Mato Grosso, Mauro Mendes, verfügte eine dreitägige Trauer um den Tod des Erzbischofs. Er wird in der Krypta der Kathedrale von Cuiabá beigesetzt.